# 3,5-ジヒドロキシケイ皮酸
3,5-ジヒドロキシケイ皮酸（3,5-ジヒドロキシけいひさん、3,5-Dihydroxycinnamic acid）は、ヒドロキシケイ皮酸の一種。コーヒー酸の異性体として知られる。ヒトの尿中に含まれている代謝物質である。